# Pelophylax chosenicus
Pelophylax chosenicus một loài ếch thật sự tìm thấy ở phía tây bán đảo Triều Tiên, và có thể ở Liêu Ninh. Liên quan chặt chẽ đến ếch vàng phương đông, P. plancyi, và từ lâu đã được coi là một phân loài của chúng. Còn được gọi là ếch dao vàng đốm, nó là trong thực tế không phải là một con ếch ao thật sự của chi Rana, nhưng thuộc về những con ếch nước bây giờ lại tách ra trong Pelophylax.
Con trưởng thành dài khoảng 6 cm. Lưng có màu xanh lá cây tươi sáng và mấp mô, với các mảng màu nâu nhạt, bụng màu đỏ hơi vàng. Mống mắt của mắt là vàng. 
Ếch Seoul được tìm thấy trong ao và ruộng lúa, nhưng đã giảm mạnh, có thể là do suy thoái môi trường sống. Theo Matsui (2004), cuộc khảo sát gần đây đã đặt quần thể chỉ trong bốn địa điểm. Mùa giao phối là từ giữa tháng Năm đến tháng Sáu.